# Lebjažje
Lebjažje (rusky Лебяжье) je jezero v Barabinské stepi na hranici Novosibiřské oblasti a Omské oblasti v Rusku. Leží 80 km západně od jezera Čany. Má rozlohu 12,5 km².

## Vlastnosti vody
Voda v jezeře je mírně slaná.